# Anton Kurz (Widerstandskämpfer)
Anton Kurz (* 25. Februar 1906 in Neckarau; † 15. September 1942 in Stuttgart) war ein deutscher kommunistischer Widerstandskämpfer gegen den NS-Staat.

## Leben
Anton Kurz entstammte einer Neckarauer Arbeiterfamilie und war Eisendreher. Als junger Mann trat er in die Kommunistische Partei Deutschlands (KPD) ein und beteiligte sich am Widerstand gegen den aufkommenden Nationalsozialismus in Mannheim.
Nach der Machtübertragung an die NSDAP 1933 setzte er zusammen mit Ludwig Moldrzyk diesen Widerstand fort. Deswegen wurde er 1936 zu dreieinhalb Jahren Zuchthaus verurteilt.
Zwei Tage nachdem die Wehrmacht die Sowjetunion überfallen hatte, wurde von Georg Lechleiter und seinen Mitstreitern eine Kampagne zur Herstellung und Verbreitung einer Anti-Kriegs-Schrift „Der Vorbote“ begonnen, an der auch er sich aktiv beteiligte. Durch Verrat an die Gestapo wurde diese Gruppe im Juni 1942 enttarnt, und bei einer Massenverhaftung wurde auch Kurz festgenommen. Vor dem Volksgerichtshof wurden er und weitere 18 Personen im Mannheimer Schloss zum Tode verurteilt und am 15. September 1942 im Landgericht Stuttgart mit dem Fallbeil hingerichtet.

## Erinnerung
- An der Lanzstraße von Mannheim, seiner ehemaligen Arbeitsstätte, verlegte Aktionskünstler Gunter Demnig einen Stolperstein für ihn.

- Auf Beschluss des Gemeinderats vom 20. November 1984 wurde in Mannheim-Schönau eine Straße nach Anton Kurz benannt.[1]